# Верещагин, Вячеслав Никифорович
Вячеслав Никифорович Верещагин (3 июня 1923, Шумячский район — 2005) — советский хозяйственный, государственный и политический деятель, Герой Социалистического Труда.

## Биография
Родился в 1923 году в деревне Полицкое. Член КПСС.
С 1939 года — на хозяйственной, общественной и политической работе. В 1939—1983 гг. — тракторист Новокорсунской машинно-тракторной станции Тимашевского района Краснодарского края, участник Великой Отечественной войны, разведчик-наблюдатель 3-й батареи 740-го зенитного артиллерийского полка 2-го Украинского фронта, тракторист, бригадир тракторной бригады, бригадир комплексной бригады колхоза «Искра» Тимашевского района Краснодарского края.
Указом Президиума Верховного Совета СССР от 23 июня 1966 года присвоено звание Героя Социалистического Труда с вручением ордена Ленина и золотой медали «Серп и Молот».
Умер в станице Новокорсунской в 2005 году.